# Democracy (album)
Pour les articles homonymes, voir Democracy.
Albums de Killing Joke
BBC in Concert Killing Joke
Democracy est un album du groupe de post-punk et Metal industriel Killing Joke, sorti en 1996.
Plus apaisé que l'opus précédent, Pandemonium, Democracy offre à Jaz Coleman, le chanteur du groupe, une occasion de s'exprimer sur un de ses thèmes de prédilection : la corruption du système politique dans les grandes démocraties occidentales à la fin du XXe siècle. Anti-impérialiste convaincu, il tourne la démagogie en ridicule et s'attache, tout au long des textes de cet opus, à réaffirmer l'idée de liberté individuelle. Il apparaît, tout au long des carrières respectives de Killing Joke et de Coleman en tant qu'auteur-compositeur, que ce dernier privilégie une thématique chargée de symboles : millénarisme, possession démoniaque et spiritualité en général. Il ne s'en prive pas dans cet album, principalement avec Pilgrimage et Medecine Wheel. 
L'idée directrice de l'album, développée plus particulièrement dans les textes de Democracy et Another Bloody Election, est celle de l'impossibilité de réformer le système en faisant confiance aux personnalités politiques. Selon Coleman, quel que soit le bulletin de vote, le résultat sera le même, à cause des éléments perturbateurs que sont l'argent-Roi et le pouvoir. On notera, dans les paroles du premier morceau, plusieurs allusions à la Franc-maçonnerie et aux sociétés secrètes en général, comme ici :
Funny handshakes, insider dealing
Et in arcadia, arcadia ego.
Musicalement, les morceaux sont construits sur un modèle récurrent : d'abord une introduction à la guitare acoustique puis, après quelques mesures, arrivée du son post-punk voire plus coutumier à Killing Joke. Democracy est le seul album du groupe sur lequel Geordie Walker lâche sa célèbre Gibson dorée pour jouer les parties rythmiques sur une guitare folk.
Coleman retrouve, sur certains morceaux, un timbre de voix doux et calme qu'il semblait avoir abandonné au milieu des années 1980, pour soudain passer au style beaucoup plus brutal qui est devenu sa marque de fabrique vocale.
L'album fut bien accueilli par la critique à l'époque, ainsi que bien diffusé sur les ondes radio des deux côtés de l'atlantique. Ceci étant, la sauce prend moins bien que pour l'album précédent, principalement à cause de ce retour au calme qui a pu décevoir certains fans que la puissance brute de Pandemonium avait enthousiasmés. Il faudra attendre sept ans pour voir sortir un nouveau Killing Joke.

## liste des morceaux
1. Savage Freedom
2. Democracy
3. Prozac People
4. Lanterns
5. Aeon
6. Pilgrimage
7. Intellect
8. Medicine Wheel
9. Absent Friends
10. Another Bloody Election